# Elezioni presidenziali in Messico del 1920
Le elezioni presidenziali in Messico del 1920 si tennero il 5 settembre e videro la schiacciante vittoria del generale Álvaro Obregón, ex comandante dell'Esercito costituzionale messicano durante la appena conclusa, almeno de iure, rivoluzione messicana, da cui era uscito vincitore indiscusso e leader della fazione costituzionalista.

## Contesto storico
Nel 1920 si ebbe la conclusione della rivoluzione messicana con il consolidamento del potere costituzionalista. Venustiano Carranza, presidente, riconosciuto come tale dagli Stati Uniti d'America, e capo di tale fazione, voleva riportare la disperata situazione nazionale alla normalità, candidando come presidente Ignacio Bonillas, civile, ex ambasciatore negli USA e affermando che: "Nessun militare sarà Presidente della Repubblica". Tale decisione non fu ben accolta da Álvaro Obregón, suo braccio destro e principale alleato, che, insieme agli altri generali del vecchio esercito costituzionale rivoluzionario, gli si ribellò e iniziò la Ribellione di Agua Prieta, terminata con l'uccisione di Carranza a Tlaxcalantongo (Puebla) per ordine dello stesso Obregón, che aspirava a diventare nuovo presidente.
Fu istituita quindi una giunta nazionale con Adolfo de la Huerta, militare, come presidente ad interim e all'elezione presidenziale il 5 settembre, ritenuta antidemocratica e con brogli elettorali, Obregón stravinse e si inaugurò presidente. Il presidente de la Huerta gli cedette tutti i poteri.

## Risultati
| Candidati                | Partiti                        | Voti      | %     |
| ------------------------ | ------------------------------ | --------- | ----- |
| Álvaro Obregón           | Partito Laburista Messicano    | 1 131 751 | 95,79 |
| Alfredo Robles Domínguez | Partito Repubblicano Nazionale | 47 442    | 4,02  |
| Nicolás Zúñiga y Miranda | Indipendente                   | 2 357     | 0,20  |
| Totale                   | Totale                         | 1 181 550 | 100   |

| Controllo di autorità | BNF (FR) cb12003858p (data) |